# 카리누스
마르쿠스 아우렐리우스 카리누스 아우구스투스(라틴어: Marcus Aurelius Carinus Augustus, 생년 미상 ~ 285년 7월)는 로마 제국의 43대 황제이다. 283년부터 285년까지 재위하였다. 카루스 황제의 뒤를 이어 제위에 오른 두 형제들 중 더 나이가 많으며, 283년에 카루스 황제가 죽고 공동 황제에 올라 제국의 서쪽 지역을 통치하였다. 그에 대해 남겨진 기록들은 그를 무능하고 사치스러운 인물로 묘사하고 있으나, 이들 중 상당수는 그를 꺾고 후임 황제에 오른 디오클레티아누스에 의해 과장되거나 왜곡된 부분이 분명히 있으므로 이에 대해 어느 정도 걸러 듣는 것이 필요하다.

## 통치
프로부스 황제가 282년에 군대의 반란으로 인해 살해된 이후, 그의 근위대장이었던 카루스가 황제의 자리에 오르게 된다. 이후 그가 페르시아를 정벌하기 위해 원정을 떠날 때, 카루스는 그의 두 아들들에게 '카이사르'의 칭호를 내리고 그의 최측근으로 삼았다. 두 아들 중 나이가 더 많았던 카리누스는 제국의 서쪽 지방으로 파견되어 카루스가 없는 동안 내정을 유지하는 역할을 맡았다. 그리고 동생이었던 누메리아누스는 카루스와 함께 동방을 정복하는 임무가 주어졌다.
카리누스는 초기에는 골 족들을 통제하고 야만족들을 막아내는 등 제국의 서쪽 방위선을 지키는 데 어느 정도의 성과를 보였다. 하지만 그는 곧 서북부 방위선의 통제를 휘하의 장군들에게 맡겨버리고 로마로 돌아온다. 그리고 남아있는 기록들에 따르면, 이때부터 그가 본격적으로 여색과 향략에 빠져들었다고 한다. 기록에 의하면 그는 로마에 머무르던 짧은 시간 동안 9명의 여인들과 결혼, 이혼을 반복했고 난잡하기 짝이 없는 사생활을 가지는 등 사치를 했다고 한다. 그는 이전에 자신을 기분 나쁘게 대한 자들을 찾아내어 모두 숙청하거나 쫓아내기 시작했고, 폭력에 의한 강압 통치를 시작하였다. 그는 원로원을 공개적으로 경멸하는 등 기존 권력층에 대해 어느 정도의 예우도 해주지 않았고, 결국 성난 시민들에 의해 로마에서 쫓겨 나와야만 했다.
카루스는 자신의 아들이 수도에서 쫓겨 나왔다는 소식을 듣고, 카리누스의 직위를 해제한 다음 콘스탄티누스 클로루스를 대신 그의 자리에 앉혔다. 하지만 곧 카루스는 페르시아 원정 도중 낙뢰를 맞아 사망했고, 결국 그의 두 아들이 그의 뒤를 이어 새로운 황제로 추대되었다.
카리누스는 황제의 자리에 오른 이후 곧바로 로마로 돌아와 유례없이 거대한 축제를 열어 시민들의 지지를 확보했다. 한편 그의 동생이었던 누메리아누스는 군사들의 압박으로 티그리스 강 저편으로 후퇴해야만 했고, 이후 전선이 고착화되자 원정을 중단하고 로마로 돌아와 개선식을 열려 하였다. 그러나 로마로 돌아오는 도중, 누메리아누스의 건강은 급격히 악화되었다. 이후 누메리아누스 하의 근위대장이었던 아리우스 아페르는 지나치게 활동적인 모습과 월권이 의심될 정도의 권한 행사로 인해 병사들의 의심을 샀고, 나중에 누메리아누스가 침상에서 죽은 채 발견되자, 유일하게 황제를 알현할 수 있었던 아페르는 곧바로 황제의 암살범으로 지목되어 사형되었다. 이후 디오클레티아누스는 이 사건을 통해 군대의 지휘권을 확보하였고, 병사들의 추대를 받아 황제의 자리에 올랐다.
카리누스는 소식을 들은 후, 디오클레티아누스를 반역자로 규정하고 그를 처치하기 위해 로마에서 군대를 이끌고 나와 동쪽으로 향했다. 이후 그는 모에시아 지방에 있는 마르구스 강 유역에서 디오클레티아누스의 군대와 충돌했다. 이 전투에 대해서는 다양한 설들이 있는데, 첫 째는 전투 초기에는 카리누스의 군대가 우세했으나, 카리누스에게 아내를 뺏겼던 한 병사가 원한을 품고 그를 전투 도중 죽였다는 것이다. 또다른 설은 인망이 없었던 카리누스가 자신의 군대의 통제권을 잃고 디오클레티아누스 군대에 의해 살해당했다는 것이다. 이와 같은 설은 디오클레티아누스가 카리누스의 근위대장이었던 티투스 클라우디우스를 그대로 임용하였다는 점에서 뒷받침될 수 있다.

### 평가
카리누스는 로마 제국 역사상 최악의 황제들 중 한 명으로 평가된다. 분명 카리누스 자신의 신망이 없었던 것은 분명한 사실이나, 이와 같은 사실이 후임 디오클레티아누스 황제에 의해 의도적으로 왜곡되었을 가능성 또한 분명히 존재한다. 예를 들어, 로마의 역사서 '히스토리아 아우구스타'에는 카리누스가 9명에 달하는 아내를 가졌다는 사실은 상세히 기록해 두었으나, 그의 정식 아내였던 마그니아 울비카에 대한 언급은 전혀 없다.
그의 죽음 이후, 그는 기록말살형을 받았고, 모든 공공건물, 비문, 기록 등에서 그의 이름과 얼굴이 지워지는 형을 받았다.